# Alfred Resenberg
Alfred Resenberg (* 5. September 1942 in Bad Wildungen) ist ein ehemaliger deutscher Fußballspieler und -trainer. Er wurde mit den Offenbacher Kickers 1970 Deutscher Pokalsieger.

## Spieler und Trainer
Der Abwehrspieler spielte zunächst von 1965 bis 1968 in der Regionalliga Süd bei den Offenbacher Kickers. Im Debütjahr in der RL Süd 1965/66 kam Resenberg unter Trainer Kurt Baluses auf 30 Einsätze und half damit die Vizemeisterschaft hinter dem 1. FC Schweinfurt 05 zu erringen. Bester Torschütze in der Elf vom Bieberer Berg war im Weltmeisterschaftsjahr Siegfried Gast mit 21 Treffern. Als Offenbach 1967 die Meisterschaft vor Bayern Hof gewann, hatte Resenberg 34 Spiele absolviert. In der Saison 1967/68 stieg er mit den Offenbacher Kickers als Süd-Vizemeister in die 1. Fußballbundesliga auf. In der Aufstiegsrunde setzten sich Resenberg und seine Mannschaftskameraden Rudolf Wimmer, Ferdinand Heidkamp, Egon Schmitt, Hermann Nuber, Roland Weida und Gerd Becker vor Bayer 04 Leverkusen durch. Es war der dritte Anlauf der Offenbacher. Bereits 1966 und 1967 standen Resenberg und Kollegen in der Bundesligaaufstiegsrunde. In der Bundesligarunde 1968/69 bestritt er 32 Bundesligaspiele und schoss ein Tor. Resenberg stieg mit dem OFC als Tabellenletzter umgehend aus der Bundesliga wieder ab. In der Regionalliga Süd feierte Resenberg 1969/70 mit Offenbach aber sofort die Meisterschaft und setzte sich auch in der Aufstiegsrunde gegen Hertha Zehlendorf Berlin, VfL Wolfsburg, FK Pirmasens und den VfL Bochum durch und schaffte dadurch die sofortige Rückkehr in die Fußball-Bundesliga. Der grundsolide Abwehrspieler bestritt vom 27. Mai bis 24. Juni 1970 dabei alle acht Aufstiegsspiele für Offenbach. Sein persönlicher Anteil am Gewinn des DFB-Pokals mit den Offenbacher Kickers 1970 beim 2:1-Sieg gegen den 1. FC Köln, bestand durch seine Spielteilnahme in der 1. Hauptrunde am 3. Januar 1970 beim 4:1-Heimsieg gegen den TSV 1860 München. Er wechselte zur Runde 1970/71 aus beruflichen und familiären Gründen zum nordhessischen Traditionsverein KSV Hessen Kassel in die Regionalliga Süd. Am 15. August 1970 wurde der erste Spieltag in der Südliga angepfiffen und das Finalspiel im DFB-Pokal 1969/70 wurde erst am 29. August 1970 ausgetragen. Von 1970/71 bis 1974/75 wurde Alfred Resenberg beim KSV Hessen Kassel in der Abwehr eingesetzt.
Resenberg zeichnete sich neben seinen kämpferischen Qualitäten durch weite Einwürfe aus und regelte in der Offenbacher Innenstadt an der Kreuzung Waldstraße/Bieberer Straße (Alter Markt) als Verkehrspolizist den Verkehr.
Anschließend wurde er Trainer. Er trainierte unter anderem den Gudensberger Fußballverein TSV Eintracht Gudensberg 1861.
Heute lebt Alfred Resenberg in Gudensberg.